# Maniola tristis
Maniola tristis är en fjärilsart som beskrevs av Grum-grshimailo 1892. Maniola tristis ingår i släktet Maniola och familjen praktfjärilar. Inga underarter finns listade i Catalogue of Life.